# Déoulé
Déoulé (auch: Déoullé) ist eine Landgemeinde im Departement Bouza in Niger.

## Geographie

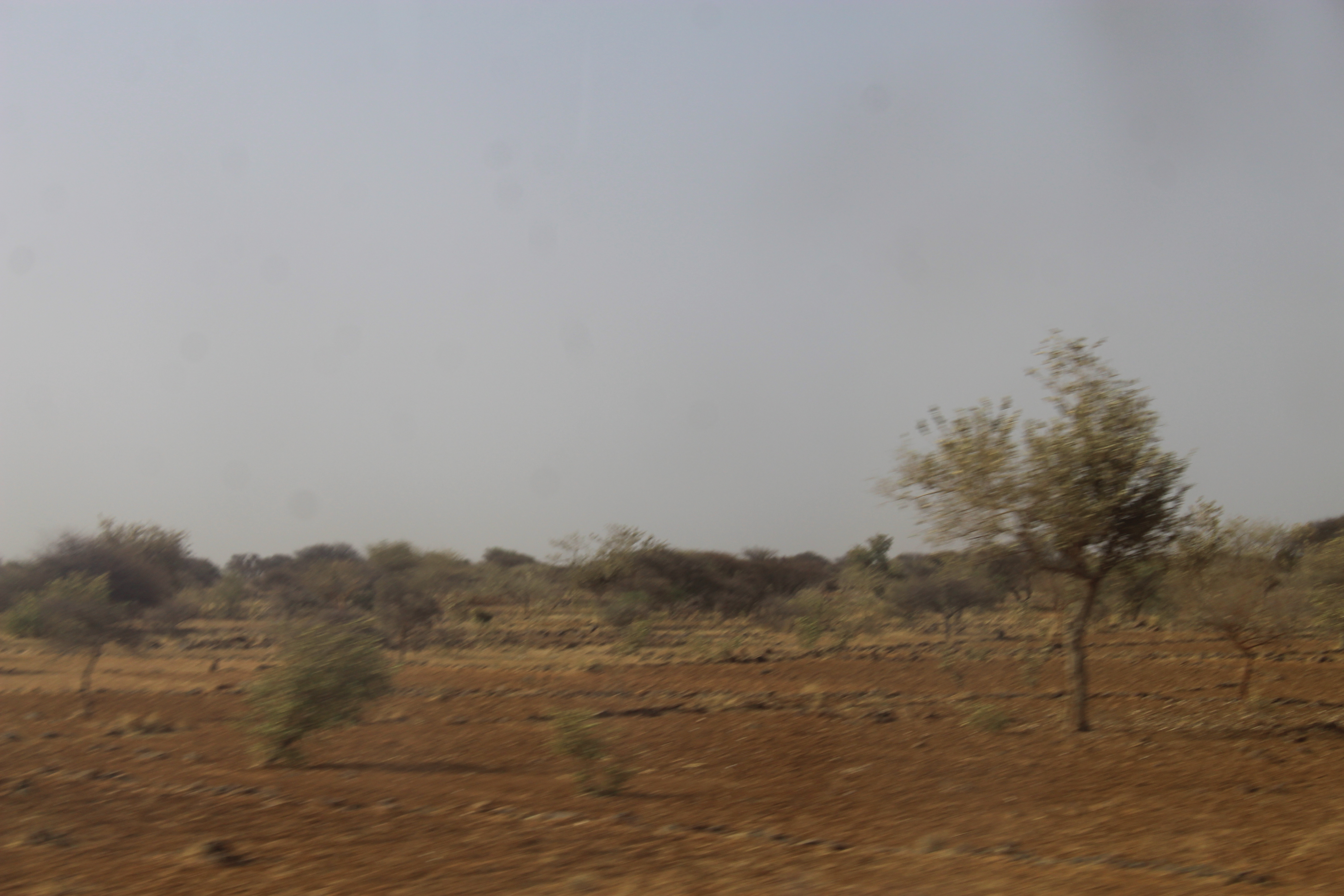
Landschaft beim Dorf Djibalé in der Gemeinde Déoulé (2024)

Déoulé liegt in der Sahelzone. Die Nachbargemeinden sind Garhanga im Norden, Tabotaki im Osten, Bouza im Süden, Tama im Südwesten und Allakaye im Westen. Bei den Siedlungen im Gemeindegebiet handelt es sich um 13 Dörfer, 10 Weiler und ein Lager. Der Hauptort der Landgemeinde ist das Dorf Déoulé. Im Gemeindegebiet hat das Trockental Maggia seinen Ursprung.

## Geschichte
Déoulé war im 17. Jahrhundert einer von mehreren Azna-Herrschaftssitzen im Gebiet Ader, dessen Oberherrschaft zwischen dem Sultanat Aïr und Kebbi strittig war. Im Jahr 1674 besiegte der Sultan von Aïr den Kanta von Kebbi militärisch und richtete in weiterer Folge in Ader eine Provinz ein, zu deren Statthalter er seinen Sohn ernannte. Die Azna-Herrschaftssitze blieben erhalten und wurden in die Verwaltung der Provinz Ader integriert.
Die französische Verwaltung richtete 1909 einen Kanton in Déoulé ein. Der Markt im zu Déoulé gehörenden Dorf Djibalé war einer der kleinen Märkte in der Region, die zu Beginn des 20. Jahrhunderts von der französischen Verwaltung zugelassen wurden. Der britische Reiseschriftsteller A. Henry Savage Landor besuchte Déoulé 1906 im Rahmen seiner zwölfmonatigen Afrika-Durchquerung.
Im Jahr 2002 ging im Zuge einer landesweiten Verwaltungsreform aus dem Gebiet des Kantons Déoulé die Landgemeinde Déoulé hervor. Der staatliche Stromversorger NIGELEC elektrifizierte den Hauptort im Jahr 2013.

## Bevölkerung

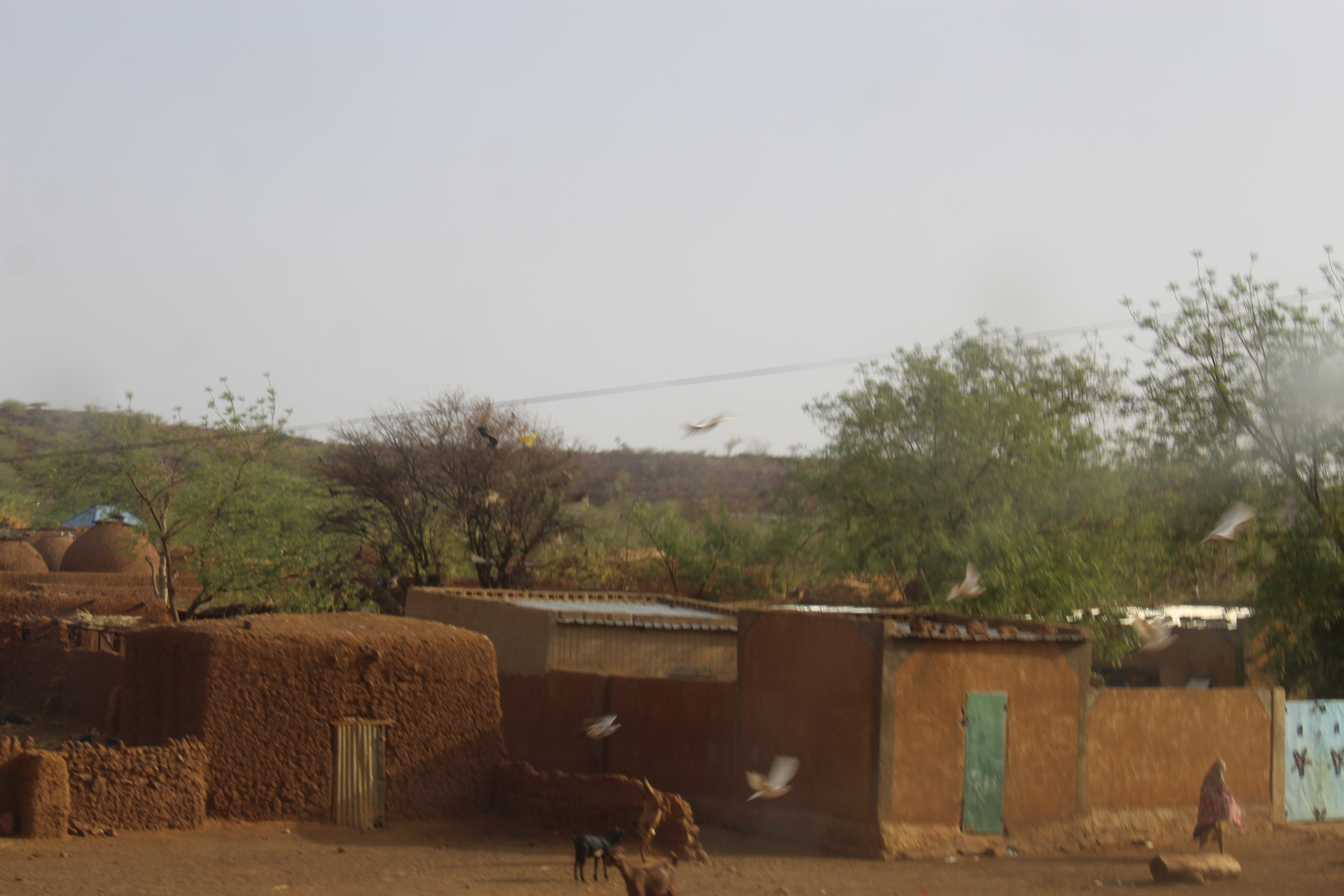
Wohnhäuser am Ortsrand von Djibalé in der Gemeinde Déoulé (2024)

Bei der Volkszählung 2012 hatte die Landgemeinde 21.009 Einwohner, die in 2993 Haushalten lebten. Bei der Volkszählung 2001 betrug die Einwohnerzahl 17.113 in 2551 Haushalten.
Im Hauptort lebten bei der Volkszählung 2012 1060 Einwohner in 341 Haushalten, bei der Volkszählung 2001 1843 in 274 Haushalten und bei der Volkszählung 1988 564 in 85 Haushalten.

## Politik
Der Gemeinderat (conseil municipal) hat 11 gewählte Mitglieder. Mit den Kommunalwahlen 2020 sind die Sitze im Gemeinderat wie folgt verteilt: 10 PNDS-Tarayya und 1 RDR-Tchanji.
Jeweils ein traditioneller Ortsvorsteher (chef traditionnel) steht an der Spitze von acht Dörfern in der Gemeinde.

## Wirtschaft und Infrastruktur
Die Gemeinde liegt in einer Zone, in der Regenfeldbau betrieben wird. Im Hauptort ist ein Gesundheitszentrum des Typs Centre de Santé Intégré (CSI) vorhanden. Der CEG Déoulé ist eine allgemein bildende Schule der Sekundarstufe des Typs Collège d’Enseignement Général (CEG). Beim Centre de Formation aux Métiers de Déoulé (CFM Déoulé) handelt es sich um ein Berufsausbildungszentrum. Durch Déoulé verläuft die Nationalstraße 16, die den Ort mit der Departementshauptstadt Bouza und der Regionalhauptstadt Tahoua verbindet.